# آتی‌پروسین
آتی‌پروسین (انگلیسی: Atiprosin) (نام کد توسعه AY-28,228) یک عامل ضد فشار خون است که به عنوان یک آنتاگونیست انتخابی گیرنده α۱-آدرنرژیک عمل می‌کند. این دارو همچنین دارای مقداری فعالیت آنتی هیستامینی است، اگرچه از این نظر ۱۵ برابر ضعیف‌تر از مسدود کننده آلفا است اما هرگز به بازار عرضه نشد.